# Canto gregoriano

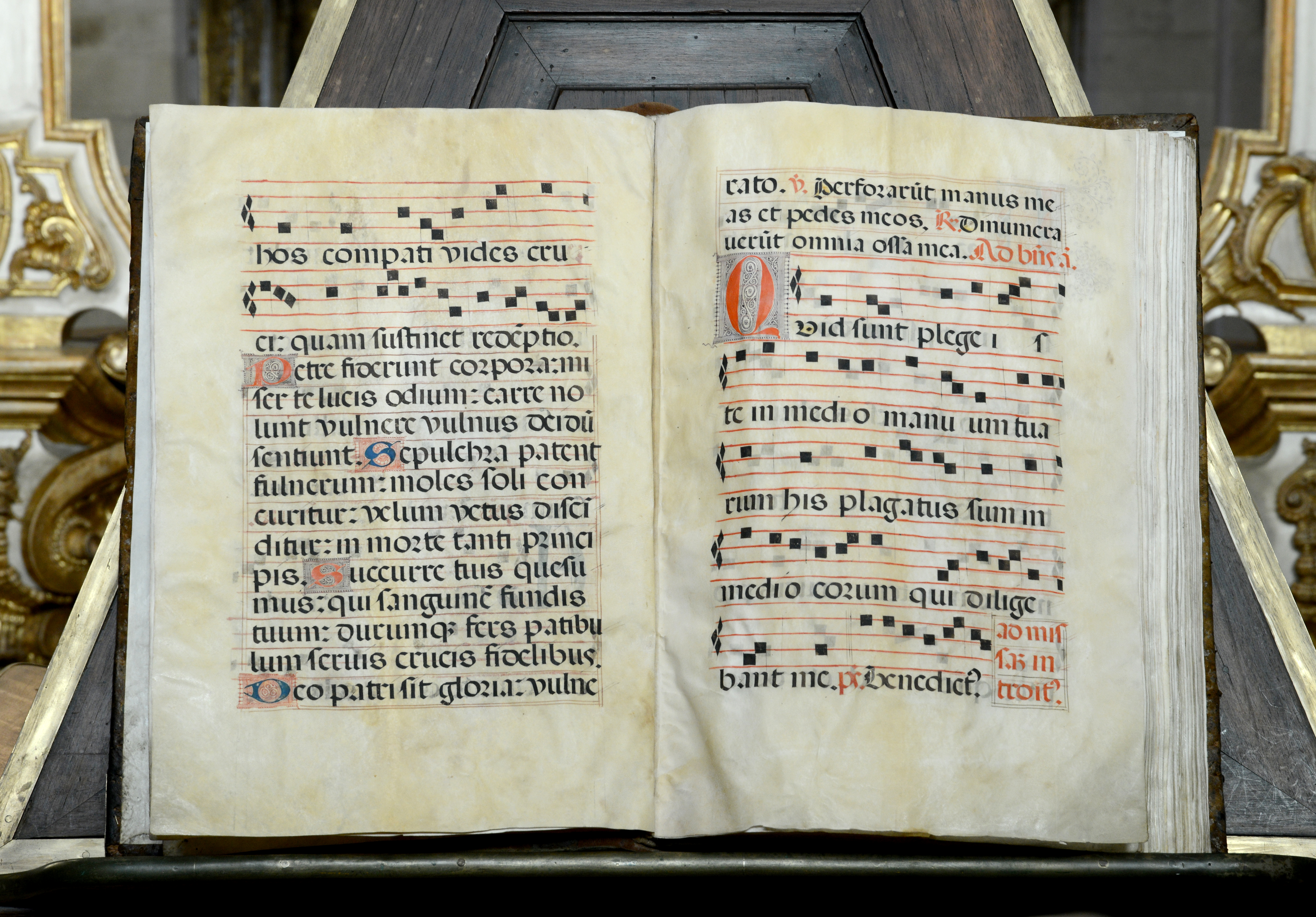
Antifonário com canto gregoriano.

O canto gregoriano é o canto litúrgico próprio da Igreja Católica. É um gênero de música sacra cristã que tem suas raízes em tradições musicais judaicas de recitação salmódica. Tem seu início no cristianismo primitivo mas sua primeira grande estruturação e unificação se deu em meados do século VII com São Gregório Magno e veio a passar por outra grande estruturação, recuperação e revisão no século XIX pela Abadia de Solesmes. Sendo ainda hoje o canto próprio da Igreja Católica, seu repertório continua sendo executado na liturgia, sobretudo em missas e no ofício divino.
É um canto monódico executado por uma schola cantorum em uníssono com eventuais trechos em solo e executado sem acompanhamento de instrumentos, daí o termo a capella. Não tendo um ritmo definido por uma batida, é de ritmo livre, não acompanhando pulsos de duração regular, mas a acentuação do texto. Seus textos são todos em língua latina, com exceção do Kyrie que é em grego e algumas palavras do hebraico como aleluia.
Por ser uma música do ritual católico romano tem seus textos predominantemente retirados da Bíblia, sobretudo do Livro de Salmos. Mas em seu repertório também encontra-se canções de autores como São Tomás de Aquino, Santa Hildegarda e até composições tardias com Henri Dumont.

## História

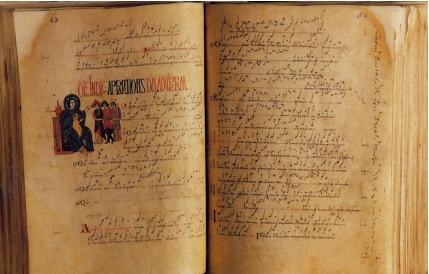
Antifonário Moçárabe.

Diversos cantos eclesiásticos, de melodias simples, foram desenvolvidos em meio aos Séculos III e IV baseados nos recitativos da liturgia das primeiras gerações de cristãos. Cada região desenvolvia seu próprio repertório, bem como sua forma particular de execução. Dessa forma, antecedendo o que viria a ser tornar o canto gregoriano, têm-se diversos tipos de cantos litúrgicos praticados em regiões diversas, como, por exemplo, o Ambrosiano (em Milão e norte da Itália), Romano (em Roma), Moçárabe (na Península Ibérica), Beneventano (no sul da Itália) e o Galicano (na Gália).
Destes antigos repertórios latinos o único que permanece em uso até os dias de hoje é o milanês. Advindos de manuscritos do século XII é conhecido hoje como canto ambrosiano e recebe este nome em homenagem a Santo Ambrósio, arcebispo de Milão no século IV.
Sabe-se muito pouco sobre como era a execução dos cantos, ainda não existia uma notação musical e toda melodia era transmitida de forma oral e os cantos memorizados. Porém, o repertório é bem conhecido hoje. Tem-se conhecimento de cinco livros escritos entre os séculos XI e XIII que registram os repertórios que eram cantados em basílicas romanas da época. Quando comparados entre si, as diferenças são mínimas dando assim uma solidez em determinar qual era este repertório.
Com o fim da perseguição aos cristãos pelos romanos no século IV, a situação da cristandade como um todo tem uma mudança drástica. Saindo da clandestinidade, os católicos começam a construir suas basílicas e há uma efusiva criação artística em todos os âmbitos, e também na música. O repertório romano é composto entre os séculos V e VI. Até então quase todo serviço musical era reservado a um solista, mas aí é criado a Schola Cantorum. Um grupo de clérigos com uma sólida formação musical e também jovens em plena formação se juntavam em grupos de vinte pessoas para o serviço musical nestas basílicas. É dentro destes grupos que um elaborado repertório começa a ser desenvolvido. O solista agora divide partes com a Schola Cantorum que passar a executar cantos mais sofisticados e também novas partes são desenvolvidas para o solista, como o Introito, canto que acompanha a procissão de entrada na missa. Tudo indica que no final do século VI, especificamente em 590 quando o Papa Gregório I é eleito, o corpo melódico romano já estava todo composto.

## São Gregório Magno

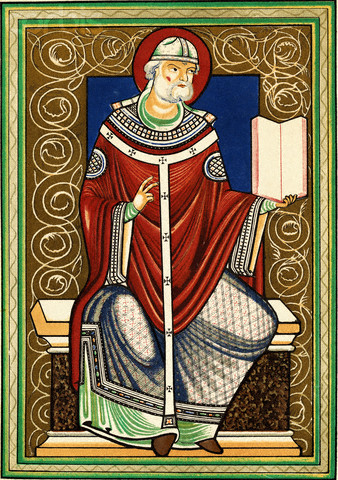
Papa Gregório I, o qual implementou o canto que leva seu nome no ritual cristão.

Por volta do século VI, Gregório Magno selecionou, compilou e sistematizou os cânticos eclesiásticos e diferentes liturgias ocidentais espalhados pela Europa com o objetivo de unificá-los para serem utilizados nas celebrações religiosas da Igreja Católica. É de seu nome que deriva o termo gregoriano.
Além da compilação e sistematização dos cânticos, o Papa Gregório fundou a Schola Cantorum, instituição cuja finalidade era ensinar e aprimorar o canto litúrgico. Mosteiros e abadias de toda a Europa enviavam religiosos para Roma no intuito de adquirir a necessária formação musical para, posteriormente, levar tais ensinamentos para a comunidade local.
Com a unificação e padronização realizada pelo Papa Gregório I, o canto gregoriano não apenas se propagou pelas Igrejas e Mosteiros da Europa, tendo seu auge na alta Idade Média, como também deixou de ser apenas recitações dos Salmos e trechos bíblicos, monges de mosteiros por toda Europa começaram a compor músicas e poesias com o canto gregoriano. Um dos nomes que mais se destacou no que diz respeito à composição do canto gregoriano é o da freira beneditina Hildegarda de Bingen (1098-1179). Hildegarda se destacou com sua música, dentre outras áreas, e com seus versos que transcendem o texto meramente religioso e beiram a poesia.
Com o surgimento da polifonia no fim da Idade Média, o Canto gregoriano foi caindo em desuso e, consequentemente, no esquecimento. Foi o abade beneditino Prosper Guéranger (1805–1875) da Abadia de Solesmes, quem teve a iniciativa de, através do estudo de antigos manuscritos, iniciar o processo de restauração do canto gregoriano. Tal processo paleográfico ocorre até os dias de hoje, muitas vezes em parceria com Universidades, buscando não só a perfeita compreensão de manuscritos antigos como também o estudo performático para a execução mais apropriada do canto ritualístico.

## Notação

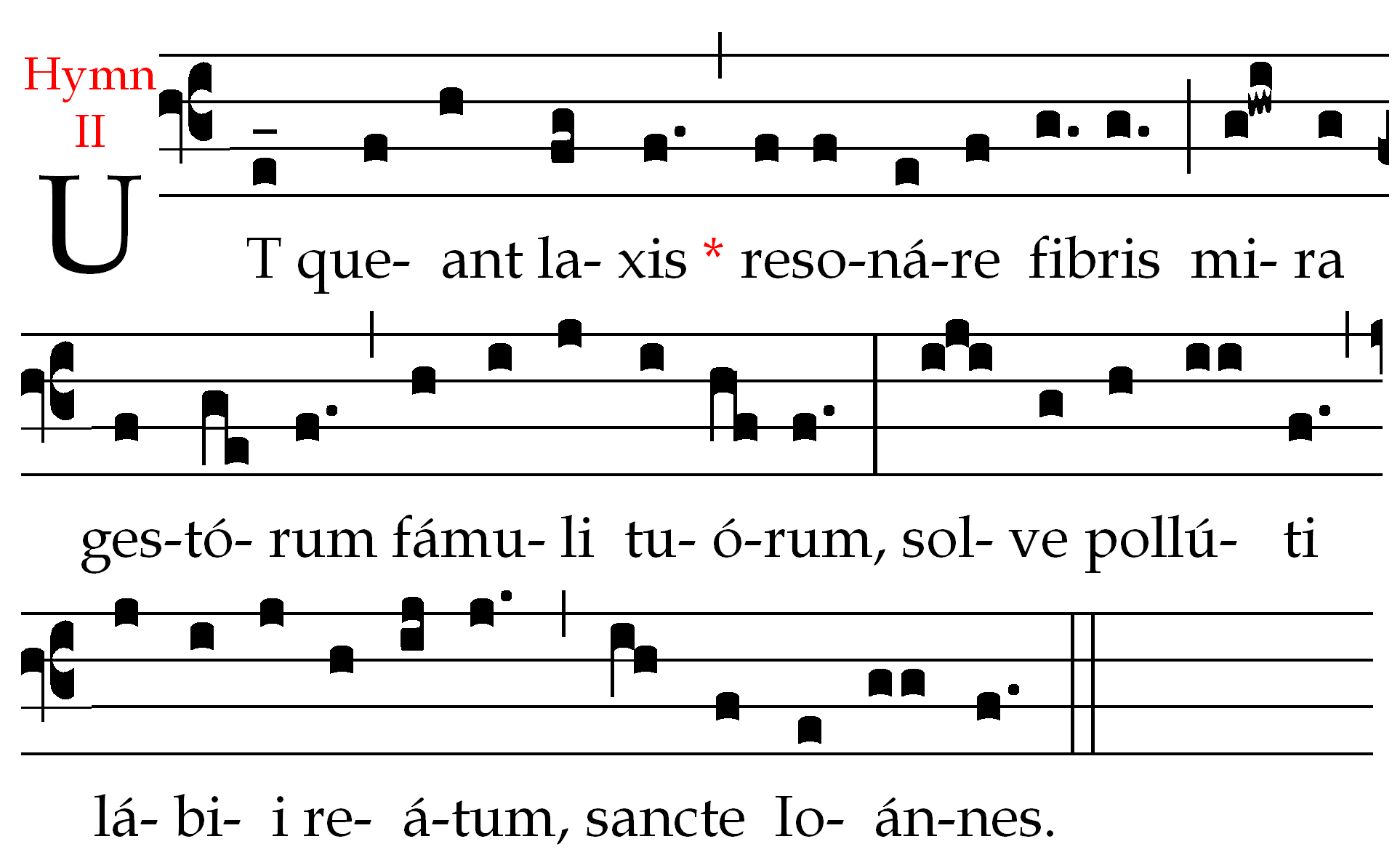
Notação Moderna de Canto Gregoriano.

O canto gregoriano é grafado em um sistema de quatro linhas - o Tetragrama - através de uma notação quadrada denominada Neuma. Os neumas passaram a ser utilizados a partir do Século XIII. O desenvolvimento da escrita pneumática se deve ao medo dos monges de perder a preciosidade melódica do canto gregoriano, que teve sua escrita inventada a partir de moldes musicais bizantinos.
Os neumas, basicamente, grafam um ponto (em latim, punctus) para cada sílaba do texto. Por vezes, a mesma sílaba pode ser executada com diversas notas, neste caso uma única sílaba é grafada com diversos neumas ornando a execução do cântico. Tal técnica recebe o nome de melisma.
Para determinar a altura da notas no tetragrama, são utilizadas claves no início de cada sistema. No canto gregoriano as claves utilizadas são: a clave de Dó (C) e a clave de Fá (F).
A notação moderna do Canto gregoriano incorporou alguns sinais semelhantes aos encontrados numa partitura comum, como a barra de pontuação (que em muito se assemelha à barra de compasso) e um pequeno ponto (em latim, punctum-mora) sobre o neuma para indicar sílabas mais longas (o qual guarda estreita semelhança com o ponto de aumento).

## Neumas
Como mencionado alhures, os neumas grafam sílaba por sílaba do texto e em alguns casos, mais de um neuma para a mesma sílaba. Na notação neumática cada nota possui o mesmo pulso, independente de sua forma ou nomenclatura, que pode ser considerado similar à colcheia da notação moderna.
Abaixo, alguns exemplos de neumas mais comuns como:
| Exemplos de neumas |       |               |                |          |          |                       |           |                              |
| Punctum            | Virga | Podatus (Pes) | Clivis (Flexa) | Climacus | Quilisma | Torculus (Pes flexus) | Scandicus | Porrectus (Flexus resupinus) |

## Tons salmódicos
Embora na música moderna seja bem comum a utilização do termo modos gregos (também chamados de "modos litúrgicos" ou "modos eclesiásticos"), no canto gregoriano os modos utilizados são chamados de tons salmódicos, uma vez que eram usados para a recitação dos Salmos (salmodia). Tais tons são escalas modais que são escolhidas conforme melhor se adaptem à antifona que acompanham e/ou à cadência final da peça musical.
São quatro as escalas modais utilizadas nas composições gregorianas e levam os nomes medievais de Protus, Deuterus, Tritus e Tetrardus. Cada uma dessas quatro escalas possuem os modos "Autêntico" e "Plagal", chegando assim a oito modos diferentes, consistindo a forma ocidental do octoeco.
Há os chamados finais de modo que são: ré, mi, fá,  e sol. também as dominantes sendo: lá fá si lá dó lá ré dó.
Além dos oito tons salmódicos, em algumas ocasiões são utilizados o modo In directum, para Salmos não precedidos de antífona, e o modo Peregrinus, utilizado em antífonas de modalidade particular que não se encaixa em nenhum dos oito modos.

## Música Litúrgica
O canto gregoriano é reconhecido pelo Concílio Vaticano II como a música própria dos ritos da Igreja Católica.